# Es un muchacho excelente

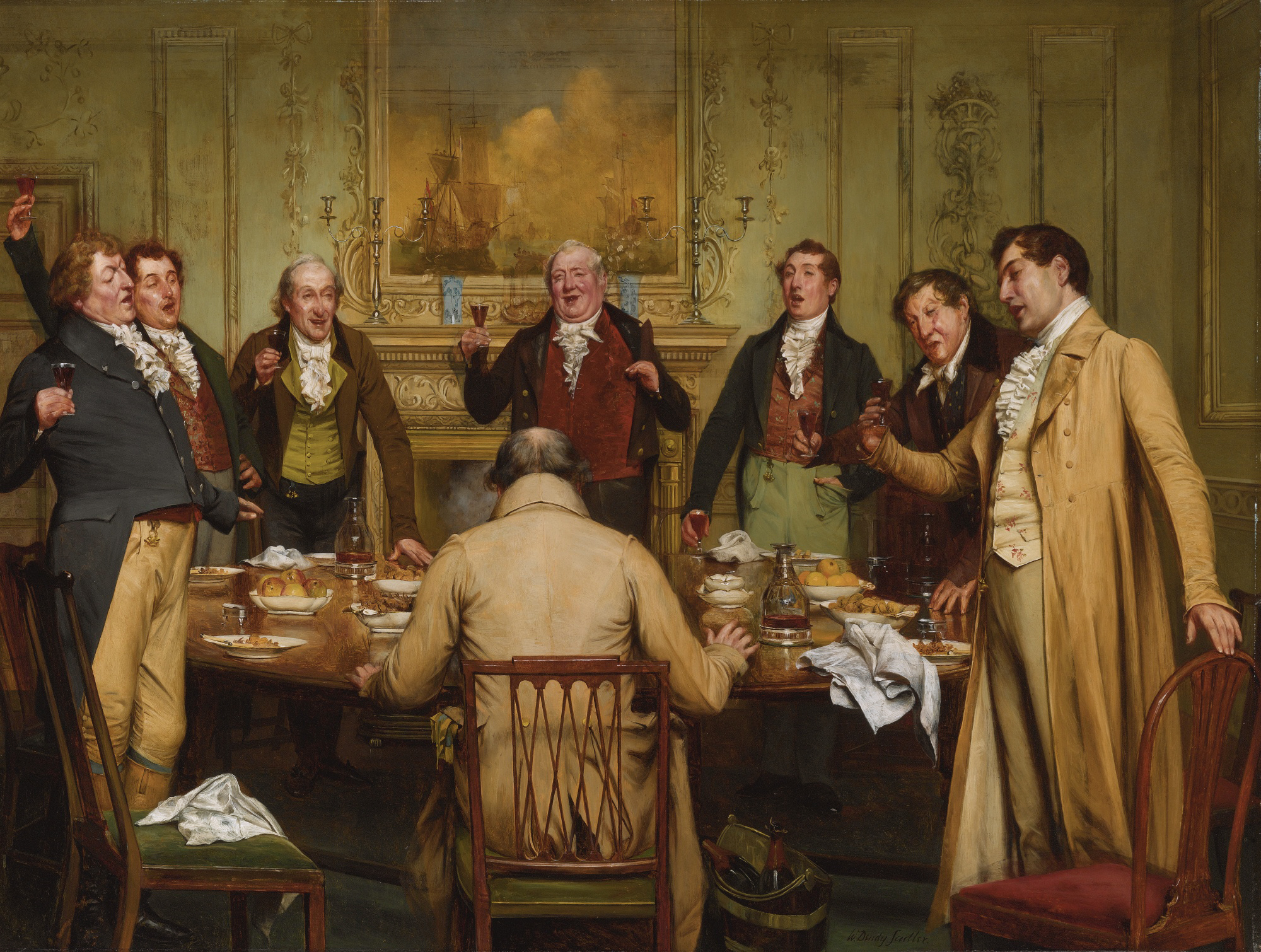
Fotografía del cuadro "For he's a jolly good fellow and so say all of us", de Walter Dendy Sadler, que representa un grupo de hombres cantando esta pieza.

«Es un muchacho excelente» es una canción popular cantada para felicitar a alguien en eventos, sobre todo en cumpleaños. La canción deriva de la francesa «Malbrough s'en va-t-en guerre» o Mambrú se fue a la guerra, en español. Existen versiones en otros idiomas, como la inglesa «For He’s a Jolly Good Fellow», que deriva a su vez de la obra de Beethoven La victoria de Wellington, Op. 91, dedicada a la victoria del duque de Wellington en la batalla de Vitoria. La letra de la canción, caracterizada por la triplicación de «porque es un muchacho excelente», seguida de «y siempre lo será», también tiene variaciones en español, como «porque es chico excelente» o «porque es un buen compañero» en Chile, Argentina, Perú y Uruguay.

## Letra

### Versión británica
For he's a jolly good fellow, for he's a jolly good fellow
For he's a jolly good fellow (pause), and so say all of us
And so say all of us, and so say all of us
For he's a jolly good fellow, for he's a jolly good fellow
For he's a jolly good fellow (pause), and so say all of us!.

### Versión americana
For he's a jolly good fellow, for he's a jolly good fellow
For he's a jolly good fellow (pause), which nobody can deny
Which nobody can deny, which nobody can deny
For he's a jolly good fellow, for he's a jolly good fellow
For he's a jolly good fellow (pause), which nobody can deny!

### Versión en español
Es un muchacho excelente, es un muchacho excelente
Es un muchacho excelente (pausa) y siempre lo será.
Y siempre lo será, y siempre lo será.
Es un muchacho excelente, es un muchacho excelente
Es un muchacho excelente (pausa) y siempre lo será.
Y siempre lo será, y siempre lo será.
Y siempre lo será, y siempre lo será.

### Otra versión en español
Porque es un buen compañero, porque es un buen compañero
Porque es un buen compañero (pausa) y nadie lo puede negar.
Y nadie lo puede negar, y nadie lo puede negar.
Porque es un buen compañero, porque es un buen compañero
Porque es un buen compañero (pausa) y nadie lo puede negar.
Y nadie lo puede negar, y nadie lo puede negar.
- Datos: Q1436535
- Multimedia: For he's a jolly good fellow / Q1436535